# Fatmir Frashëri
Fatmir Syrja Frashëri (ur. 3 kwietnia 1941 w Tiranie, zm. 19 lipca 2019 tamże) – albański piłkarz i trener piłkarski, w latach 1963–1970 reprezentant Albanii. Był prezesem klubu KF Tirana.
Zmarł 19 lipca 2019 roku w Tiranie, został następnie pochowany we wsi Sharrë.